# Candice Michelle
Candice Michelle Beckman-Ehrlich (narozena 30. září 1978 v Milwaukee, Winconsin, Spojené státy americké) je americká profesionální wrestlerka, herečka a modelka. Je více známá pod svými „ring names“ Candice Michelle nebo jednoduše Candice. Je také výjimečná svým způsobem oblékání a její titulní píseň je „What Lowe Is“ od neznámého autora. O Candice je známo, že se jeden čas nesnášela s Melinou Perez a Torrie Wilson.
Dlouhou dobu předtím, než byla roku 2004 najata společností WWE, pracovala jako modelka a herečka. Zúčastnila se soutěže Diva Search, kde se jí moc nedařilo. V dubnu 2006 zapózovala nahá pro časopis Playboy. Na Vengeance na Night of Champions 7. ledna 2007 porazila svým heel kickem Melinu a vyhrála WWE Women's šampionát. Následně se dostala do feudu s Beth Phoenix, která si začala říkat the Glamazon. Když Beth na SummerSlamu vyhrála Divas battle royal, stala se vyzývatelkou číslo jedna na Women's šampionátu. S Candice se utkaly na Unforgivenu 2007, kde Candice započítala Beth s Crucifix pinem, ačkoli Beth dominovala. Tím svůj titul obhájila. Následovala odplata. Beth vyhrála, když skočila na lana, mezitím co byla Candice na nejvyšším laně, a spadla na zem obličejem, krkem a rameny, což ji vyřadilo na dva týdny z obrazovek. Candice s přehledem dominovala na No Mercy 2008. Když chtěla použít svůj zakončovací chvat Candywrapper, vymstilo se jí to, protože skvěle přihrála Beth na Glam slam, a tím ztratila šanci se podruhé stát Women's šampionkou. Candice se po dlouhé době vrátila do 6 diva týmového zápasu s Kelly Kelly a Mickie James proti Jillian Hall, Katie Lea Burchill a Beth Phoenix. Candice vyhrála, když použila na Beth Small package.

## Biografické informace
- Ring names: Candice Michelle, Candice
- Váha: 55 kg
- Výška: 170 cm
- Podle storyline pochází z: Milwaukee, Wisconsin
- debut: 2004
- trénována: Dave Finlay, Arn Anderson, Grant McKee
- člen brandu: RAW
- zakončovací chvaty:
- Candywrapper
- Flying Heel Kick

## Dosažené tituly
- WWE ženská šampionka (1×)
- cover girl časopisu Playboy pro duben 2006

## Osobní život
Candice je německo-kostarického původu a je manželkou losangeleského doktora Kena Gee Ehrlicha. Je fanynkou hráčů amerického fotbalu z týmu Green Bay Packers.